# Lykke Li
Lykke Li celým jménem Li Lykke Timotej Svensson Zachrisson (* 18. března 1986 Ystad) je švédská zpěvačka, skladatelka, modelka a herečka. Její písně se zaměřují na žánry pop, rock, indie ale také elektronickou hudbu. V jejích písních se také objevují v tomto hudebním žánru neobvyklé hudební nástroje, jako jsou violoncello, syntezátory, tamburína, trubka, saxofon a housle. Její debutové album Youth Novels vyšlo v roce 2008. V roce 2011 to pak bylo album s názvem Wounded Rhymes, které bylo v roce 2014 následované albem I Never Learn. Čtvrté album vyšlo 8. června 2018, nese název So Sad So Sexy.

## Dřívější život
Li Lykke Timotej Zachrisson se narodila v Ystadu. Její matka Kärsti Stiege je fotografka a její otec Johan Zachrisson (vystupuje pod jménem Zilverzurfarm) je členem švédské skupiny Dag Vag. Když byla Zachrisson batole, přestěhovali se do Stockholmu. V jejích šesti letech se opět přestěhovali, a to do hor v Portugalsku, kde žili pět let. Rodina také strávila nějaký čas v Lisabonu a Maroku, zimy trávila v Nepálu a Indii. Když jí bylo 19 let, na 3 měsíce se přestěhovala do Bushwicku v newyorské části Brooklyn. Vrátila se sem v jednadvaceti letech, aby nahrála desku.

## Diskografie
- Youth Novels (2008)
- Wounded Rhymes (2011)
- I Never Learn (2014)
- So Sad So Sexy (2018)
- Eyeye (2022)